# Armand-Sigismond de Sérent
Armand-Sigismond-Félicité-Marie, comte de Sérent (Paris, 1er septembre 1762 – La Fresnais, 26 mars 1796), est un militaire et homme politique français du XVIIIe siècle.

## Biographie
Fils du marquis de Kerfily et de Bonne-Marie-Félicité de Montmorency-Luxembourg, Armand-Sigismond de Sérent entra fort jeune dans les armées du roi. Il fut nommé, le 22 novembre 1785, colonel en second du régiment d'Angoulême, il devient commandant en chef du 34e régiment d'infanterie en 1790, puis obtint le grade de maréchal de camp.

### États généraux
Doué d’un « extérieur agréable et d’un esprit facile », il fut élu, le 23 mars 1789, député de la noblesse aux États généraux, par le bailliage de Nivernais et Donziois.
Il fut un des commissaires rédacteurs de son ordre pendant le mois de juin de cette première année, et pencha quelquefois vers le côté du parti royaliste après la réunion des ordres : il ne s'était réuni aux « communes » que sur l'ordre du roi.
En août 1789, il provoqua l’abolition des poursuites intentées depuis 12  ans contre Boncerf, pour avoir écrit contre la féodalité et les fiefs. Le 6 octobre, il pressa vainement l’assemblée d’aller siéger au château, pour se rapprocher de Louis XVI.
Le 15 mai 1790, il soutint avec force « que le droit de paix et de guerre devait appartenir au pouvoir exécutif », donc du roi. Le 8 octobre suivant, il parla en faveur des maisons religieuses, à qui on refusait de payer leurs traitements. Quelques jours après il prit la défense de Bussy[Qui ?] soupçonné de conspiration contre l'État, et s’opposa à ce qu’il fût transféré à l’Abbaye.
Le 31 mai 1791, il prit celle des officiers de l’armée accusés par des pétitions et par plusieurs députés. Déjà, il avait fait régler l'emploi de l'augmentation de paie accordée à l'armée. Enfin le 4 juin il écrivit une lettre à l'Assemblée nationale pour déclarer« que ses principes ne lui permettaient pas d’assister davantage à ses séances » et « lui faisaient une loi de s'abstenir d'y paraître ».
Il signa cependant les protestations des 12 et 15 septembre 1791, et disparut de la vie politique après la session.

### Émigration, Vendée et chouannerie
Il émigra, se rendit en Allemagne où il fit la première campagne dans l’armée de Condé, et passa en Angleterre où il rejoignit son père et le comte d’Artois, qui le nomma son aide de camp et l’emmena avec lui à l’île d Yeu en 1795.
Il reçut encore de ce prince d’autres missions « dont il s’acquitta avec courage », et fut envoyé de nouveau ainsi que son frère le vicomte, en 1796, auprès des armées de l’ouest, avec de grands pouvoirs et de fortes sommes d’argent. Il était aussi porteur d’instructions et de dépêches importantes pour les chefs des armées royales et doivent pour cela rallier le quartier général de Joseph de Puisaye, chef de la chouannerie en Bretagne, près de Fougères.
Étant débarqué le 16 mars 1796 sur les côtes de Bretagne, près de Saint-Malo (à la pointe du Meinga à Saint-Coulomb), accompagné de son frère et de vingt-sept gentilshommes, parmi lesquels étaient le comte de Bourmont, Suzannet, Henri-Charles de La Roche Saint-André, Hippolyte de Rosnyvinen, comte de Piré, Marie Eugène Charles Tuffin de La Rouërie et Julien Saulcet-Duval, ils tombèrent dans une patrouille républicaine de cinq hommes, et en tuèrent quatre ; mais le cinquième s’étant enfui en criant : « Aux armes ! » un nombreux détachement arriva.
Rapidement repérés par les Bleus, ils arrivent en courant au « Pont o Véro » et sont pourchassés à travers les champs et les biefs. Certains d’entre eux réussissent à se cacher puis à s’enfuir, parfois avec l’aide de la population. D’autres n’ont pas cette chance et sont massacrés (Tuffin de la Rouërie et le marquis du Bois de La Ferronière). C’est le cas également du comte de Sérent : « après un long combat », le comte de Sérent s'était jeté dans les marais de Dol, où il fut vivement poursuivi ; enfin, épuisé, sentant qu’il ne pouvait aller plus loin, il donna son portefeuille à un de ses compagnons d’armes, et se cacha dans un fossé, où bientôt il fut surpris et égorgé. Son corps est enterré à la hâte près de La Renaudière. Son frère périt à côté de lui de la même manière.
Le roi Louis XVIII et le comte d’Artois apprirent la nouvelle de leur mort « avec une douleur extrême », et ils écrivirent à cette occasion à leur père « des lettres fort touchantes ». On pensa que ces malheureux n’avaient pas fait assez secrètement à Londres les préparatifs de leur départ et que ce manque de prudence avait été cause que le point de leur débarquement fut connu de la police du Directoire, qui avait de nombreux espions en Angleterre. Les chouans trouvèrent leur portefeuille qui contenait des choses très précieuses, notamment les grâces que Louis XVIII accordait aux officiers des troupes royales.
La dépouille du comte fut exhumée en 1816. Une croix est érigée à l'endroit où le comte a perdu la vie et porte la mention « À la mémoire des Ducs de Serrens ». Aujourd’hui elle se trouve à l’entrée du terrain des sports de La Fresnais.

## Armoiries
D'or, à trois quintefeuilles de sable,,,.

## Ascendance & postérité
Armand-Sigismond de Sérent était le fils aîné d'Armand-Louis de Sérent (1736-1822), marquis de Kerfily puis duc de Sérent et de Bonne-Marie-Félicité de Montmorency-Luxembourg (1739-1823). Il avait pour frère et sœurs :
- Armand Léon Bernardin (né en octobre 1764), vicomte de Sérent, tué le même jour que son frère ;
- Anne Angélique Marie Émilie (Paris, 13 septembre 1770 - Paris, 16 mars 1856), mariée, en juillet 1788 à Paris, avec Raymond Jacques Marie, vicomte puis duc de Narbonne-Pelet (1771-1855), pair de France, ministre d'État, membre du conseil privé, et chevalier des ordres du Roi, sans postérité ;
- Anne-Félicité Simone (Paris, 15 janvier 1772 - Paris, 25 janvier 1848), mariée, en 1799, avec le comte Étienne de Damas-Crux, sans postérité.

- Il épousa, le 10 janvier 1785 à Paris, Charlotte-Ferdinande de Choiseul (vers 1765 - Paris, 10 avril 1845), fille de Louis Marie Gabriel de Choiseul (1734- vers 1795), baron d'Esquilly, dame pour accompagner (1784-1789) la comtesse de Provence (Marie-Joséphine de Savoie), dont il eut :
  - Armandine-Marie-Georgine (Paris, 2 août 1790 - Paris, 10 janvier 1815), mariée le 2 mai 1808 avec Louis de Rohan-Chabot (1788-1833), prince de Léon, sans postérité.

La princesse de Léon est morte dans des circonstances dramatiques : 

« Le 9 janvier 1815, vers cinq heures du soir, la princesse mettait la dernière main à sa toilette pour se rendre à un dîner chez le duc d'Orléans, et de là, à un bal donné par le comte Apponi, ambassadeur d'Autriche. Elle s'approcha de la cheminée, le feu prît aux dentelles de sa robe ; à ses cris. Mme de Sérent, sa mère, accourut ; les flammes s'élevaient à trois mètres au-dessus de sa tête. On appela le prince qui venait de la quitter ; il la trouva assise dans un fauteuil ; tous ses vêtements étaient consumés, et son corps n'était qu'une plaie. 
La nuit fut horrible, la malheureuse princesse fit preuve d'un courage admirable, et conserva jusqu'à la fin toute sa connaissance sans que sa résignation faiblît. Elle demanda à son mari de ne pas la quitter et elle expirait le lendemain, à huit heures du matin. »

— Baille, Le cardinal de Rohan-Chabot
Sur son tombeau, dans l'église de La Roche-Guyon, est gravée l'épitaphe :
À la suite de ce drame, son époux décide d'entrer dans les ordres en 1816.